# Zeitroman
Der Zeitroman ist eine Form des Romans, mit der versucht wird, die Gegenwart vollständig und nachvollziehbar darzustellen. Der Zeitroman analysiert die Gesellschaft bzw. die vorherrschenden Lebensbedingungen sowie deren Auswirkungen auf das Individuum. Da viele Autoren von Zeitromanen ihre Epoche als Krise oder Umbruch empfinden, können die als Analysen geschriebenen Romane häufig auch als „Zeitkritik“ bezeichnet werden.

## Begriffsprägung

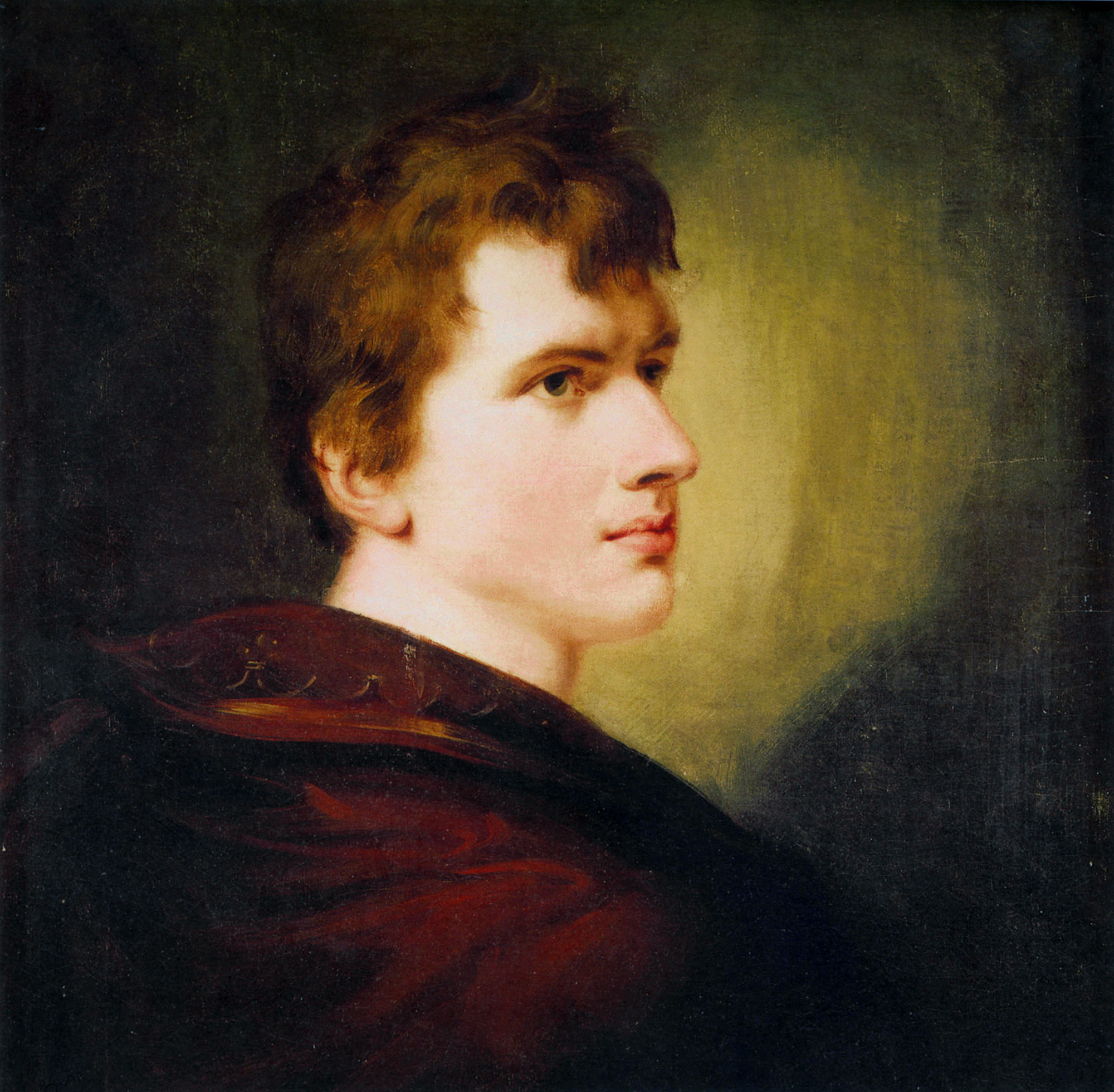
Achim von Arnim

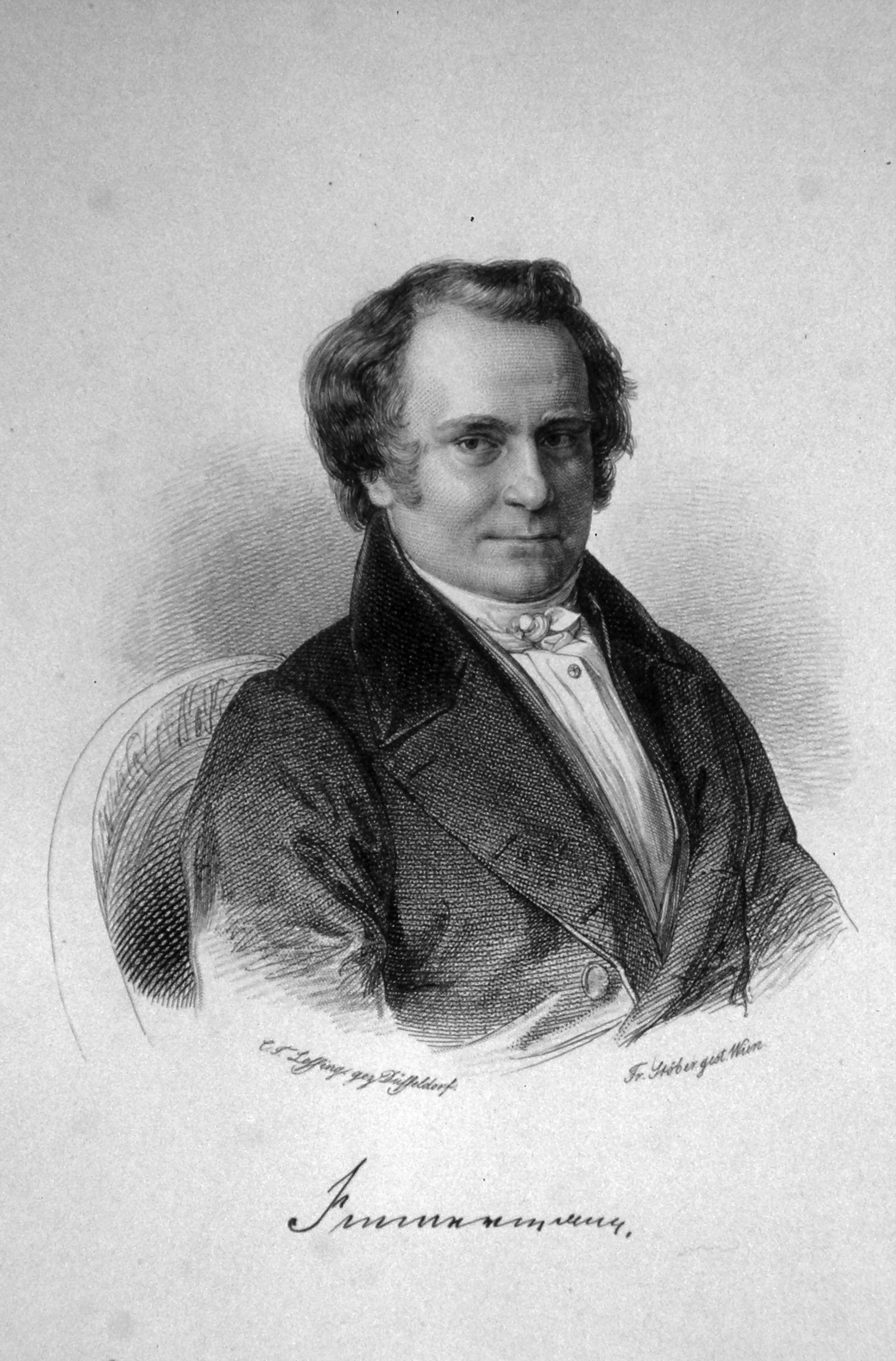
Karl Immermann, Stich von Franz Xaver Stöber, nach einer Zeichnung von Carl Friedrich Lessing

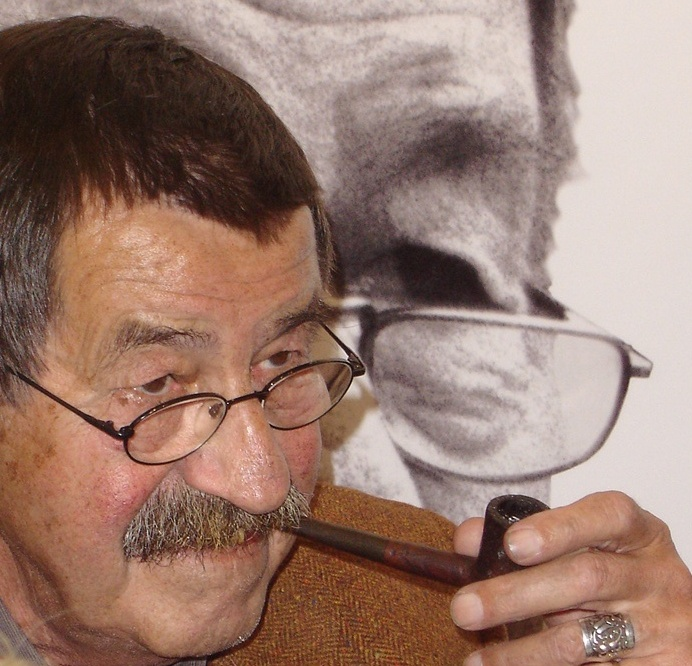
Günter Grass, 2004

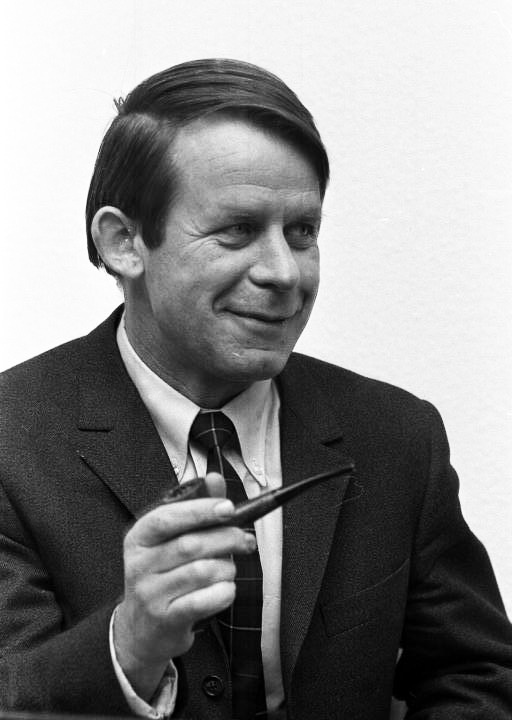
Siegfried Lenz, 1969

Geprägt wurde der Begriff Zeitroman 1810 von Clemens Brentano für Achim von Arnims Armuth, Reichthum, Schuld und Buße der Gräfin Dolores. Damit bezeichnete er eine erweiterte Form des Gesellschaftsromans, „die jedoch über die alleinige Darstellung der Gesellschaften oder eine ihrer Schichten hinausgreift. Es ist eine Romanform, die durch Darstellungen der Menschen und der Gesellschaft einer Zeit die betreffende Zeit selbst und die Epoche darstellt. Der Zeitroman bemüht sich dabei meistens, wirklichkeitsgetreue Nachzeichnungen und Analysen der Gesellschaft zu einem objektiven Zeitbild zu verbinden und ist daher ein (..) Sondertyp des Historischen Romans.“

## Charakteristik
Charakteristisch ist sein sozial-politisches Engagement, das ihn nahe der Tendenzliteratur bringt, seine querschnitthafte Simultantechnik und das Nebeneinander von Zeitebenen.

## Beispiele und Entwicklung
Der Zeitroman ist wesentlich für das 19. Jahrhundert. Als Begründer gilt Karl Immermann (Epigonen, 1836; Münchhausen, 1838 f.) – auch wenn Joseph von Eichendorff bereits mit Ahnung und Gegenwart 1815 einen Zeitroman veröffentlichte. Weitere Beispiele im Jungen Deutschland sind Heinrich Laube (Das junge Europa, 1833), Ludwig Tieck (Der junge Tischlermeister, 1836) Karl Gutzkow (Die Ritter vom Geiste, 1850) und Jeremias Gotthelf (Zeitgeist und Berner Geist, 1851) sowie Theodor Mundt. Neben Gutzkow gehört in der zweiten Hälfte des 19. Jahrhunderts Friedrich Spielhagen zu den erfolgreichsten Vertretern des Zeitromans, zu dem auch Berthold Auerbach mit mehreren Romanen, Gustav Freytags Soll und Haben (1855) und Theodor Fontanes Der Stechlin (1898) zählen.
Beispiele aus dem 20. Jahrhundert sind Thomas Manns Der Zauberberg (1924), Franz Werfels Barbara oder die Frömmigkeit (1929) oder Robert Musils Mann ohne Eigenschaften (1930). Überhaupt spielt das Genre eine wichtige Rolle in der Literatur der Weimarer Republik. Prominente Beispiele aus der Zeit nach dem Zweiten Weltkrieg sind Günter Grass’ Die Blechtrommel (1959), ebenso wie später die Werke von Heinrich Böll (Der Engel schwieg, 1949/50, postum 1992 veröffentlicht, Die verlorene Ehre der Katharina Blum, 1974), Siegfried Lenz (Deutschstunde, 1968) oder Martin Walser (Ehen in Philippsburg, 1957).

## Weitere Beispiele für einen Zeitroman
- Joseph von Eichendorff: Ahnung und Gegenwart (1815)
- Ludwig Tieck: Der junge Tischlermeister (1836)
- Ludwig Tieck: Vittoria Accorombona (1840)
- Berthold Auerbach: Neues Leben (1852)
- Karl Gutzkow: Der Zauberer von Rom (1858–61)
- Friedrich Spielhagen: Problematische Naturen (1861)
- Berthold Auerbach: Das Landhaus am Rhein (1869)
- Friedrich Spielhagen: Sturmflut (1877)
- Karl Gutzkow: Die neuen Serapionsbrüder (1877)
- Gottfried Keller: Martin Salander (1886)
- Theodor Fontane: Irrungen, Wirrungen (1887)
- Joseph Roth: Das Spinnennetz (1923)
- Thomas Mann: Der Zauberberg (1924)
- Joseph Roth: Hotel Savoy (1924)
- Joseph Roth: Die Rebellion (1924)
- Heinrich Mann: Ein ernstes Leben (1932)
- Lion Feuchtwanger: Erfolg (1930)
- Irmgard Keun: Das kunstseidene Mädchen (1932)
- Irmgard Keun: Ferdinand, der Mann mit dem freundlichen Herzen (1950)
- Heinrich Böll: Der Engel schwieg (1950)
- Wolfgang Koeppen: Tauben im Gras  (1951)
- Arno Schmidt: Das steinerne Herz. Historischer Roman aus dem Jahre 1954. (1956)